# Мари Бонапарт
Мари Бонапарт (фр. Marie Bonaparte; Сент-Куду, 1882 — Сен Тропе, 1962) била је пра-праунука Лусијена Бонапарте (брата цара Наполеона Бонапарте), грчка и данска принцеза, писац, преводилац, истакнути психоаналитичар, омиљени ученик Сигмунда Фројда и пионир психоанализе у Француској. Остаће запамћена и по томе што је умногоме помогла Фројдовој породици да избегне из нацистичке Аустрије у Енглеску 1938. године, у време експанзије националсоцијализма. Била је удата за Ђорђа од Грчке и Данске, са којим је имала два детета.

## Живот и каријера
Рођена је у Сент-Куду, Француска, 1882, као пра-праунука Наполеоновог брата. од оца принц Роланд Бонапарте. Месец дана од њеног рођења у јулу 1882. године, њена мајка је умрла од емболије. Њен отац је био научник аматер и стручњак за глечере, који је прокупиран истраживањима био удаљен од своје ћерке коју је ретко виђао. У породици у којем је Мари Бонапарт одрастала чиниле су њене сестре и очева бака. Одрастала је у изолованој средини без много дружења, и осећала се изоловано и преосетљиво. Није изненађујуће што је у таквим условима патила од ноћних мора, морбидних страхова од болести и опсесивних страхова.
Оно што је необично за њено рано детињство је то да је ја као девојчица, између 7 и 10 година, исписала пет бележница причама које су откриле њену беду и порекло њених неуротичних симптома. Ове забелешке су касније играле важну улогу у њеној психанализи, и објавила их је у својим коментарима заједно са и онима из Фројдових дела.

У њној 17 година, отац је укључио у друштвени живот, али је убрзо њено неуротично стање утивцало на то да она испољи низ психосоматских симптома и постане убеђена да ће умрети прерано као и њена мајку. Била је фасцинирана причама Едгара Алана Поа, које су касније била предмет њеног психоаналитичког надзора. Године 1907, када је имала 25 година, њен отац јој је за супруга изабрао принца Ђорђа од Грчке, за кога се удала 1907. године. Удајом је стекла звање грчке принцезе, и родбинске везе са са краљевским породицама Данске, Русије и Велике Британије. Била је тетка оба принцезе Марине, војвоткиња од Кента, и принца Филипа, војводе од Единбурга и мужа краљице Енглеске. С њим је имала двоје деце (Петра и Евгенију), а брак (који је у емоционалном смислу за њу био неуспешан) трајао је до смрти принца Ђорђа 1957. године. Његова осећања су била усмерена према његовом стрицу Валдемару, а не према жени, а њихове брачне ноћи, Мари Бонапарте се овако присећа: 
Извињавао се  говорећи..мрзим то колико и ти. Али ми то морамо учинити ако желимо децу.
Вођена незадовољством љубавним животом и сексуалним потребаma, почела је да се дружи са бројним љубавницима, од којих је најпознатији био Аристид Бријан, који је 11 пута био премијер Француске.
Али како је убрзо открила, ниједна љубав није могла превладати њену фригидност, почела је да се лечи. Током лечења склопила је пријатељство са француским психијатром Ренеом Лафоргуеом. Он је упутио Фројду, наглашавајући да је имала јак страх од вируса. Током 1925. године, консултовала се Фројдом који је имао 69 година и већ је био озбиљно болестан од раком који га је на крају и усмртио. Одмах су се допали један другом, и био је одушевљен када му је рекла да га воли.
Тако је постала једна од ученица Сигмунда Фројда. 
Потом је радила као психоаналитичарка до своје смрти 1962. године, а у научном раду користила је девојачко презиме. Међутим, бављењем психоанализом није успела да излечи сопствену фригидност, па је 1927. године шокирала Фројда операцијом за померање клиториса ближе вагиналном отвору. Као што се могло очекивати, овај маневар није успео да излечи њен проблем. Иако психоанализа није излечила Мари Бонапарт, она је свакако ослободила њезине конвенционалност у којој је одрастала. Године 1932. писала је Фројду да је ступила у инцест са сином, који јој је пружио задовољење страсти. Фројд је саветовао да не поступа према својим жељама.
Почела је да преводи дела Фројда на француски и да прима пацијенте за анализу. Њене методе биле су још неоригиналније од оних њених ментора. Шофери су слани да у сјајним аутомобилима довозе пацијенте у њену кућу у Саин - Клодуу, где су најчешће башти налаизирали проблеме. Када је путовала у Атину или Сан Тропе охрабривала је пацијенте да дођу на третман и нудила им је смештај.
Финансијски је помогла и организовала бег из Аустрије Сигмунда Фројда и његове породице, након што је она била припојена нацистичкој Немачкој 1938. Откупила је и сачувала Фројдова писма, упркос Фројдовој жељи да она буду уништена.
Године 1915. основала је Француски институт за психоанализу (Социéтé Псyцханалyтиqуе де Парис, ССП).
О њеном животу снимљен је 2004. француски филм Princesse Marie, режисер: Benoît Jacquot, са Катрин Денев у главној улози.
Преминула је од леукемије у Сен Тропе-у. Њени посмртни остаци су кремирани у Марсеју, пепео је после кремације расут на гробу њеног супруга у Татоију, у близини Атине.

## Дело
Објавила је преко педесет есеја, двадесетак књига и превела десетак Фројдових радова на француски језик.
И пре него што је почела да се бави психоанализом код Сигмунда Фројда, Бонапарта је под псеудонимом издала есеј „Анатомска основа фригидности код жена“, заснован на разговору са преко двеста Парижанки, као и мерења раздаљине од клиториса до вагине.
Први психоаналитички рад, издала је 1927. под називом „Случај госпођице Лефевр; о психоанализи убица“ заснован је на интервјуу са женом која је лежала у затвору у Лилу због убиства своје трудне снаје. Мари Бонапарт је у својој аутобиографији повезала своју заинтересованост за убице са личном породичном историјом.
За разлику од Фројда који је сексуалност разумео као психолошки феномен, она је покушала да преведе психоаналитичку теорију у биолошку теорију нагона.